# La Bigne
La Bigne (Ausspracheⓘ) ist eine ehemalige französische Gemeinde mit 210 Einwohnern (Stand: 1. Januar 2013), den Bignetons, im Département Calvados in der Region Normandie.
Am 1. Januar 2017 wurde La Bigne im Zuge einer Gebietsreform als Ortsteil in die neue Gemeinde Seulline eingegliedert.

## Geografie
La Bigne liegt 33 Kilometer ostsüdöstlich vom im Département Manche gelegenen Saint-Lô. In nordöstlicher Richtung ist Caen etwa 34 Kilometer entfernt.  Im Norden wird der Ort durch den Odon begrenzt.

## Bevölkerungsentwicklung
| Jahr                             | 1793 | 1836 | 1876 | 1926 | 1946 | 1968 | 1990 | 2013 |
| Einwohner                        | 450  | 318  | 264  | 172  | 175  | 154  | 162  | 210  |
| Quelle: Cassini, EHESS und INSEE |      |      |      |      |      |      |      |      |

## Sehenswürdigkeiten
- Kirche Saint-Marcouf aus dem 19. Jahrhundert